# Taylor-Schechter 12.182

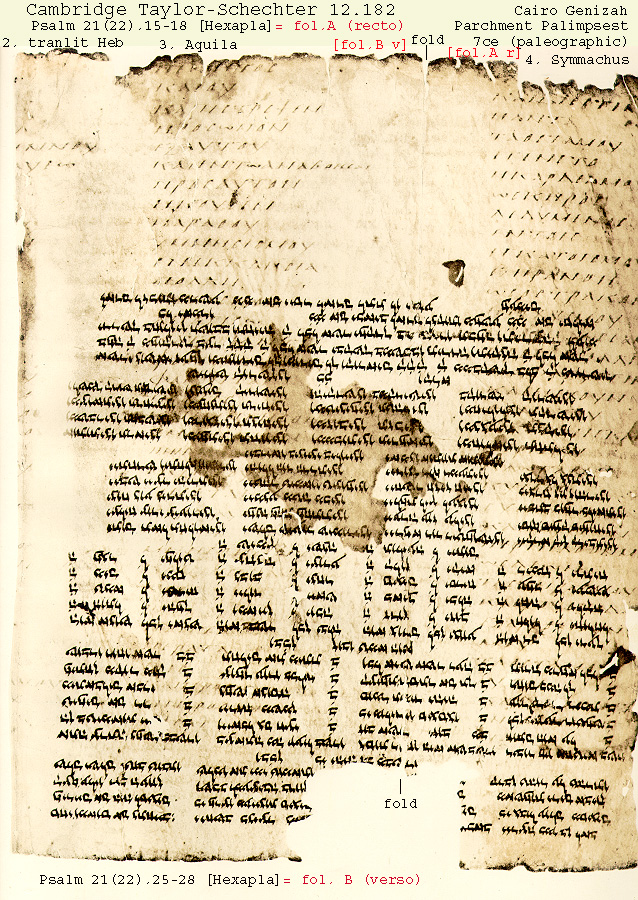
Cambridge University Library
Taylor-Schechter Collection 12.182

Taylor-Schechter 12.182 (T-S 12.182; TM 62326; LDAB 3490; Rahlfs 2005) – rękopis zapisany na pergaminie w formie kodeksu. Jest to palimpsest zawierający kopię Hexapli autorstwa Orygenesa. Paleograficznie rękopis jest datowany na VII wiek n.e. Jest to najstarsza znana kopia Hexapli.

## Historia
Zachowany fragment powstał w Egipcie. Został opublikowany przez Charlesa Taylora w pracy Hebrew-Greek Cairo Genizah palimpsests from the Taylor-Schechter collection (Cambridge 1900).
Na liście rękopisów Septuaginty według klasyfikacji Alfreda Rahlfsa rękopis ten jest oznaczany numerem 2005.

## Opis
Jest to palimpsest zapisany na pergaminie w formie kodeksu. Zawiera kilka wersetów Psalmu 22 (num. LXX: Psalm 21). Rękopis zawiera Psalm 22:15-18 na stronie recto, oraz Psalm 22:19-24 i 25-28 na stronie verso. Są to jedynie środkowe kolumny Hexapli (od 2 do 5 – grecka transliteracja tekstu hebrajskiego, tekst Akwilii, tekst Symmachusa i Septuaginta).

## Tetragram  ΠΙΠΙ
Rękopis został napisany w języku greckim, w dialekcie koine. Na uwagę zasługuje forma zapisu tetragramu. Imię Boże zostało zapisane greckimi literami ΠΙΠΙ („PIPI”).

## Przechowywanie
Rękopis jest przechowywany w Bibliotece Uniwersytetu Cambridge jako część kolekcji Taylor-Schechter Cairo Genizah Collection (Biblioteka Uniwersytetu Cambridge T-S 12.182).